# Elektronická fakturace
Elektronická fakturace je moderní způsob předávání daňových dokladů. Daňové doklady jsou zasílány e-mailem v běžném formátu PDF a v XML formátu ve standardu ISDOC. Jedná se o moderní formu komunikace, opírající se o platné zákony České republiky - konkrétně o Zákon o elektronickém podpisu 227/2000 Sb., novelizovaný zákonem č. 440/2004 Sb.  
Společnosti využívající elektronické fakturace zasílají elektronickou poštou (e-mailem) daňové doklady ve formátu PDF a XML (ISDOC), které jsou podepsány elektronickou značkou založenou na kvalifikovaném systémovém certifikátu. Takto podepsané faktury-daňové doklady splňují požadavky zákona č. 235/2004 Sb. o dani z přidané hodnoty  na vystavování daňových dokladů v elektronické podobě (§ 26, odst. 4) a jejich archivaci v elektronické podobě (§ 27, odst. 2).
Pokročilejším stupněm elektronické fakturace je využití elektronické výměny dat (EDI). Tato technologie se neomezuje pouze na faktury (v EDI se jedná o zprávu INVOIC), ale umí pokrýt prakticky všechny doklady/procesy v obchodním styku. Zároveň pracuje se strukturovanými daty, které je možné s využitím mezinárodních standardů, automaticky přenášet (s využitím zabezpečených sítí jako jsou např. VAN, AS2, x.400 apod.) přímo z a do informačních systémů, aniž by bylo třeba je ručně přepisovat. 

## Výhody elektronické fakturace
- moderní forma komunikace
- snadná manipulace s doklady v elektronické podobě
- elektronická archivace podepsaných souborů PDF a XML
- úspora místa na archivaci
- přehlednost
- okamžitá dohledatelnost daňových dokladů
- časová a finanční úspora
- zvýšená bezpečnost – zajištění dokladů elektronickým podpisem
- plně v souladu se zákony ČR
- výrazné šetření životního prostředí
- zdarma dostupný software pro čtení dokladů
- přímý import do informačního systému